# Svetlana Koroleva (modelo)
Svetlana Yuryevna Koroleva (en ruso: Светлана Юрьевна Королёва, nacida en 1983) fue coronada Miss Rusia 2002 en junio de 2002, después de competir contra otras 69 chicas de varias regiones rusas. Durante el concurso, ella representaba a su ciudad natal Petrozavodsk.
Ese mismo año, representó a Rusia en el certamen de belleza Miss Europa 2002, el cual ganó.
Además, se suponía que ella debía acudir a Miss Universo 2003, pero su título de Miss Europa no le permitía hacer esto.